# Branchie (romanzo)
Branchie è il romanzo d'esordio di Niccolò Ammaniti. Edito inizialmente dalla Ediesse con il titolo Branchie!, viene ripubblicato, con sostanziali modifiche apportate dall'autore, dalla casa editrice Einaudi nel 1997 con il titolo Branchie.
Dal romanzo è stato tratto il film Branchie, diretto nel 1999 da Francesco Ranieri Martinotti e con protagonista il cantautore Gianluca Grignani.

## Trama
Marco Donati, ragazzo appassionato di pesci, malato terminale di cancro deciso a non curarsi, vive nel suo negozio di acquari dismesso a Roma. Ha una fidanzata di nome Maria, studentessa di architettura, ed una madre ossessiva di nome Adele. Un giorno riceve una lettera proveniente dall'India. Il mittente è una tale Margaret Damien, che invita Marco a venire in India a costruire "l'acquario più grande di Delhi".
Marco si reca in India, dove presto inizia a suonare il didgeridoo in un gruppo chiamato Banda dell'Ascolto Profondo (BAP) e inizia una relazione con la componente femminile, una ragazza belga di nome Livia. Dopo una serata svolta nel palazzo di Wall Oberton, uno dei più potenti industriali indiani, il protagonista conosce Mila, la figlia del magnate. Ella è la compagna dell'orrendo chirurgo del Turkmenistan Djivan Subotnik; è affetta da ninfomania cronica e durante un appuntamento violenta brutalmente Marco. Quest'ultimo viene poi rapito da un gruppo di arancioni che lo perseguita fin dal suo sbarco.
Questi lo conducono da sua madre, nel frattempo completamente rifatta grazie a pezzi e organi di indiani uccisi per l'occasione, che gli rivela di essere l'amante di Subotnik, la mandante degli arancioni nonché la scrittrice della lettera: ha attirato con l'inganno Marco in India per costringerlo ad operarlo sostituendogli i polmoni con quelli di un indiano sano. Marco tuttavia riesce a liberarsi prima dell'operazione e riesce a fuggire dalla morsa degli arancioni grazie anche all'aiuto di Livia, Sarwar ed Osvald, liberando inoltre gli indiani imprigionati destinati alla catena di montaggio per costruire i corpi perfetti dei ricchi occidentali.
I quattro, con l'aiuto del Gruppo Spurgo Fogne Appilate (GSFA), pianificano una controffensiva al castello di Subotnik. Le cose non vanno come sperato, ma Marco, Livia, Sarwar ed Osvald, quando ormai si credono spacciati, vengono salvati da Deuter, un giovane indiano liberato nella prima sortita.
Tempo dopo, Marco si fa operare da Subotnik, nel frattempo divenuto buono, facendosi levare la metastasi dai polmoni e impiantare delle branchie intorno alla testa che gli permettono di respirare sott'acqua e di vivere all'acquario di Berlino.

## Edizioni
- Niccolò Ammaniti, branchie!, Ediesse, 1994.
- Niccolò Ammaniti, Branchie, Torino, Giulio Einaudi editore, 1997.
- Niccolò Ammaniti, Branchie, Torino, Giulio Einaudi editore, 2006. ISBN 978-88-06-18428-5